# Expeditie Robinson 2021
Expeditie Robinson 2021 is het 21e reguliere seizoen van de Nederlandse versie van Expeditie Robinson, een televisieprogramma waarin deelnemers moesten overleven op een onbewoond eiland en tegen elkaar strijden voor de overwinning.
Dit seizoen werd sinds zondag 29 augustus 2021 uitgezonden op RTL 4. In tegenstelling tot de voorgaande seizoenen werd dit seizoen in plaats van één keer per week, twee keer per week uitgezonden; op de donderdag en zondag. De presentatie van dit seizoen was wederom in handen van Nicolette Kluijver en Kaj Gorgels.
De opnames van het programma vonden plaats vanaf midden mei tot midden juni 2021 in Kroatië.

## Vertraging
Oorspronkelijk zouden de opnames van het 21e seizoen plaatsvinden in juni en juli van 2020 en zou het worden uitgezonden vanaf augustus 2020. Echter door de coronapandemie werd het niet verantwoord geacht naar de Filipijnen af te reizen. Op korte termijn was het destijds niet mogelijk een andere locatie te zoeken waardoor de productie voor het 21e seizoen tijdelijk werd neergelegd.
In het voorjaar van 2021 werd de productie herstart en werd een nieuwe opname locatie voor dit seizoen dichterbij huis gevonden, namelijk in Kroatië.

## Expeditieleden
Twintig dagen voordat het 21e seizoen van start ging werd, op 9 augustus 2021, de eerste kandidaat bekendgemaakt. In de dagen die volgden werden meerdere kandidaten aan de hand van promotiefilmpjes via de socialemediakanalen van het programma bekendgemaakt. Op 29 augustus 2021 werd bekendgemaakt dat er acht extra deelnemers meededen. Dit waren oud-deelnemers, die nog een kans kregen. Deze deelnemers waren te zien vanaf de 2e aflevering. In het seizoen van 2021 doen de volgende kandidaten mee:
| Naam                 | Beroep / bekend van                                                       | Resultaat           | Notitie                                               |
| -------------------- | ------------------------------------------------------------------------- | ------------------- | ----------------------------------------------------- |
| Robbert Rodenburg    | Youtuber en acteur                                                        | Winnaar             | Finale behaald                                        |
| Anouk Maas           | Actrice, bekend van Goede tijden, slechte tijden / oud-deelnemer uit 2014 | Verliezend finalist | Weggestemd, teruggekomen, finale behaald              |
| Britte Lagcher       | Actrice, bekend van Meisje van plezier                                    | Verliezend finalist | Finale behaald                                        |
| Do                   | Zangeres / oud-deelnemer uit 2011                                         | 4e                  | Finale behaald                                        |
| JayJay Boske         | Televisiepresentator en voormalig rugbyspeler / oud-deelnemer uit 2016    | 5e                  | Geëlimineerd in de halve finale                       |
| Yuki Kempees         | Dj, bekend van Kris Kross Amsterdam, zanger                               | 6e                  | Geëlimineerd in de halve finale                       |
| Sandra Ysbrandy      | Televisie-kok, bekend van Carlo & Irene: Life4You                         | 7e                  | Weggestemd                                            |
| Annemiek Koekoek     | Boerin, bekend van Boer zoekt Vrouw                                       | 8e                  | Weggestemd, teruggekomen, weggestemd                  |
| Jasmine Sendar       | Zangeres en actrice, bekend van Goudkust en ONM                           | 9e                  | Weggestemd, teruggekomen, weggestemd                  |
| Sterrin Smalbrugge   | Ecoloog en herpetoloog                                                    | 10e                 | Weggestemd, teruggekomen, weggestemd                  |
| René van Meurs       | Cabaretier                                                                | 11e                 | Weggestemd                                            |
| Rob Geus             | Presentator, bekend van De Smaakpolitie / oud-deelnemer uit 2019          | 12e                 | Weggestemd, teruggekomen, weggestemd                  |
| Jan van Halst        | Voormalig profvoetballer                                                  | 13e                 | Weggestemd                                            |
| Wietze de Jager      | Radio DJ bij Radio 538 / oud-deelnemer uit 2015                           | 14e                 | Gestopt                                               |
| Sylvana IJsselmuiden | Presentatrice, model en youtuber, bekend van Dumpert                      | 15e                 | Weggestemd                                            |
| Loek Peters          | Acteur, bekend van Penoza / oud-deelnemer uit 2014                        | 16e                 | Weggestemd                                            |
| Défano Holwijn       | Youtuber, rapper en acteur                                                | 17e                 | Gestopt                                               |
| Dyantha Brooks       | Presentatrice, bekend van Shownieuws                                      | 18e                 | Weggestemd op eigen initiatief                        |
| Loiza Lamers         | Model, bekend van Holland's Next Top Model / oud-deelnemer uit 2018       | 19e                 | Geëvacueerd                                           |
| John de Bever        | Volkszanger en voormalig profvoetballer                                   | 20e                 | Geëlimineerd op afvallerseiland voor de samensmelting |
| Saar Koningsberger   | Actrice en presentatrice, bekend van TMF / oud-deelnemer uit 2010         | 21e                 | Weggestemd, geëlimineerd op afvallerseiland           |
| Jasper Demollin      | Acteur en programmamaker, bekend van Streetlab                            | 22e                 | Weggestemd, geëlimineerd op afvallerseiland           |
| Sieneke              | Zangeres, bekend van het Eurovisiesongfestival 2010                       | 23e                 | Weggestemd, geëlimineerd op afvallerseiland           |
| Stefano Keizers      | Cabaretier en kleinkunstenaar                                             | 24e                 | Weggestemd, geëlimineerd op afvallerseiland           |
| Eva van de Wijdeven  | Actrice, bekend van Celblok H                                             | 25e                 | Geëlimineerd op afvallerseiland                       |
| Dennis Schouten      | Verslaggever, bekend van PowNed en RoddelPraat                            | 26e                 | Gestopt                                               |

De eerste negentien kandidaten hebben de samensmelting gehaald.

## Trivia
- John de Bever is met 56 jaar de oudste deelnemer van het seizoen en Robbert Rodenburg met 23 jaar de jongste.
- Dit seizoen deden er voor het eerst oud-deelnemers mee, sinds Expeditie Robinson: Strijd der Titanen, namelijk Do, Wietze de Jager, JayJay Boske, Loek Peters, Loiza Lamers, Anouk Maas, Saar Koningsberger en Rob Geus.[12] Deze acht oud-deelnemers werden als een aparte groep geïntroduceerd op een eigen eiland, zonder dat de andere achttien deelnemers bewust zijn van hun aanwezigheid. De expeditie van deze groep wordt apart uitgezonden. Deze wordt uitgezonden op de donderdagavond. De reguliere expeditie wordt uitgezonden op de zondagavond.
- Dennis Schouten verliet de Expeditie na twee dagen wegens gezondheidsproblemen.[13] Ruim twee weken hierna verlieten tevens Loiza Lamers en Défano Holwijn de expeditie om medische redenen.[14][15]